# هنري تراس
هنري تِرّاس (1895 - 1971 م) (بالفرنسية: Henri Terrasse)‏ هو مستشرق فرنسي وعالم بالآثار الإسلامية.

## مؤلفات
من تصانيفه
- 1932 – «المساجد والقلاع الموحدية» Sanctuaires et forteresses almohades (1932) نشر في باريس.
- 1932 – الفن الإسلامي-الإسباني من البداية إلى القرن الثالث عشر (L'art hispano-mauresque des origines au xiiie siècle)
- 1938 – قصبات البربر من الأطلس والواحات (Kasbas berbères de l'Atlas et des oasis )
- 1942 – الجامع الأندلسي الكبير بفاس (La grande mosquée des Andalous à Fès)
- 1949-1950 – كتاب عن تاريخ المغرب بعنوان: «تاريخ المغرب من البداية حتى فرض الحماية الفرنسية (Histoire du Maroc des origines á l’établissement du protectorat français)، مجلدين

- 1957 – إسلام إسبانيا (Islam d'Espagne).
- 1958 – مسجد القرويين (La mosquée d'al-Qaraouiyin à Fès)